# حميدة العطاس
حميدة إبراهيم (1934-) الوفاة 25/7/2025والدة أسامة بن لادن.

## عن حياتها
ولدت عام 1934 وقيل انها جاءت من عائلة سورية لها أخوين وأخت أخرى. تزوجت محمد بن لادن في اللاذقية عام 1956 وانتقلت إلى المملكة العربية السعودية مع زوجها. كانت الزوجة الحادية عشرة من محمد بن لادن. (كان زوجها لديه ما لا يقل عن 22 زوجة ولكن كان يطلق كثيرا بسبب ان الشريعة الإسلامية تسمح بوجود 4 زوجات فقط في وقت واحد).
كان أسامة بن لادن طفلها الوحيد من زوجها محمد بن لادن. وكثيرا ما كانت تقضى فترة الصيف في منزل شقيقها ناجي في اللاذقية وكان أسامة يذهب معها حتى بلغ سنة 17 سنة.
في عام 1974، عندما بلغ أسامة 18 عاما، تزوج من ابنة أخيها، نجوى غانم البالغة من العمر 14 عاما.